# Ngog Lituba
Pour les articles homonymes, voir Ngog.
Ngog Lituba ou Ngog Lipondo en Bakoko est une grotte située à 800 m d’altitude sur le flanc d'une montagne culminant à 1 500 m. Localisée à 80 km d’Edéa dans la commune de Nyanon au Cameroun, cette « montagne percée » par une ouverture naturelle est considérée comme sacrée par les peuples Elog-Mpo'o (Bakoko), Bassa, et Bati. 

## Histoire
En raison de sa forme particulière qui n'a pas encore reçu d'explication satisfaisante, l’histoire de cette montagne entremêle les croyances populaires et les interrogations de la communauté scientifique. Ngog Lituba a l'apparence d'une roche volcanique qui émerge d'une forêt traversée par la rivière Sanaga. Certains pensent que ce sont les restes d'un volcan éteint ; cette hypothèse, si elle se confirme, accrédite l'idée selon laquelle la région serait formée des restes d'un cratère météorique érodé au fil du temps, la montagne apparaissant comme faite des restes du météorite responsable de l'impact initial. Pour renforcer cette hypothèse, la roche apparaît gonflée par endroits comme si elle avait été au contact de températures élevées. On observe également des empreintes préhistoriques de pieds d’êtres humains qui auraient quitté la roche lorsqu’elle était encore malléable. Dans le cadre d'une telle hypothèse "météoritique", des travaux géologiques permettraient de caractériser la météorite. 
Entre les Xe et XIIIe siècles, les communautés Elog-Mpo'o (Bakoko)  et Bassa auraient résidé à Ngog Lipondo avant de descendre jusqu'aux berges du fleuve Wouri dans la région du Littoral.

## Mythes et légendes
La population locale considère que Ngog Lituba est le lieu d’origine des peuples africains. La légende voudrait que lors de la course de l'Égypte ancienne[Quoi ?], les deux ancêtres[Qui ?] se seraient réfugiés dans la grotte de Ngog Lituba. Leur refuge aurait été préservé grâce à une araignée qui aurait rapidement tissé sa toile à l'entrée de la grotte. Les ennemis passèrent devant la grotte en la croyant inhabitée.
D'autres mythes racontent que Ngog Lituba serait le lieu où Dieu se manifesta en premier en y créant les « esprits ».

## Controverse

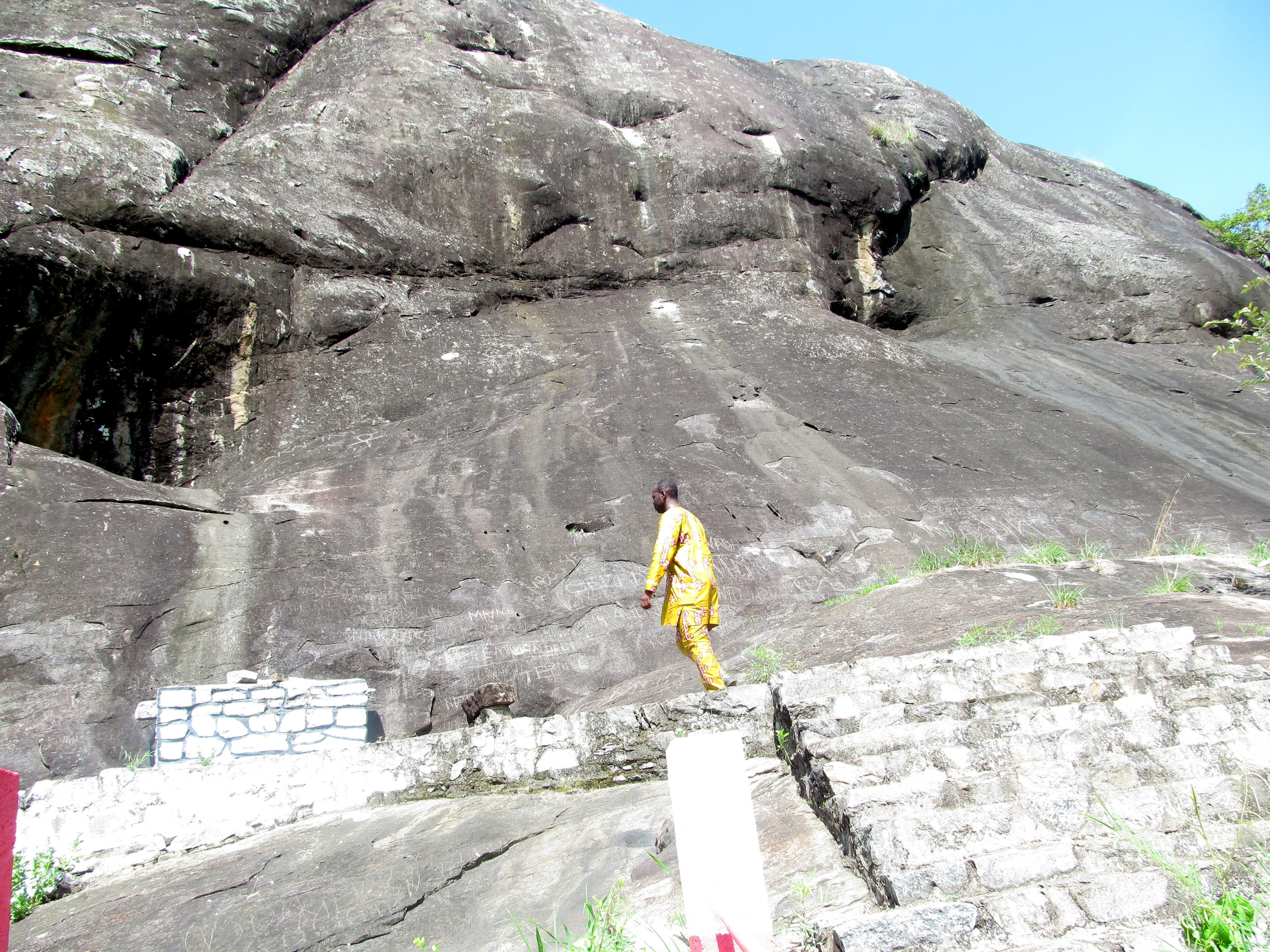
L'accès à la grotte

En 1959, l'évêque catholique de Douala, Monseigneur Thomas Mongo, érigea une grande croix et une statue de la Vierge Marie au sommet de la montagne, dans le but d'instituer le pèlerinage diocésain de Ngog Lituba. Pour marquer l’indignation des peuples autochtones, cette violation de la sacralité de Ngog Lituba fut dénoncée à l'ONU de Genève et de New York en 2006.